# 乗用車 (陸上自衛隊用)
乗用車（じょうようしゃ）は、陸上自衛隊および航空自衛隊の装備である。

## 納入区分
1：排気量2000ccで落札先が選定した一般型セダン若しくはトヨタ・クラウンセダン スーパーデラックス
2：排気量2500ccでトヨタ・クラウン ロイヤルサルーン若しくは日産・フーガまたはそれらに準じた高級乗用車

## 2016年度までの仕様書による諸元

### 共通
調達時の仕様書によるが、2014年（平成26年）度以降はエアコン・ETC・カーナビ・電動リアサンシェード等の付属装置取り付けが必須条件として指定されている。

### 納入区分1
- 全長：4690mm（4700以下）
- 全幅：1690mm（1700以下）
- 全高：1540mm（2000以下）
- エンジン：V型6気筒
- 排気量：2000cc
- 燃料：レギュラーガソリン
- その他：一般的にはクラウンセダンの場合はフェンダーミラー搭載車両となる。
- 対象となる将官：副師団長・団長・補給処長・学校長等の俸給指定上、陸将補（二）たる将官

### 納入区分2
- 全長：4990mm（5000以下）
- 全幅：1990mm（2000以下）
- 全高：1540mm（2000以下）
- エンジン：V型6気筒
- 排気量：2500cc
- 燃料：レギュラーガソリン
- その他：納入車両の特性上、一般的にはドアミラー搭載車両となる。
- 対象となる将官：陸上幕僚長を含む陸将、方面幕僚長・旅団長の職にある陸将補[8]

## 2017年度以降の仕様書による諸元

### 納入区分1
- 全長：4690mm（4700以下）
- 全幅：1760mm以下（1760以下）
- 室内：1170mm以上（全高2000以下）
- エンジン：ガソリンエンジン若しくはハイブリッド
- 排気量：1800または2000cc
- 燃料：レギュラーガソリン
- その他：路面状況及び前方の障害物・車両への追突防止機能搭載車両に限定
- 対象となる将官：副師団長・団長・補給処長・学校長等の俸給指定上、陸将補（二）たる将官

### 納入区分2
- 全長：4990mm（5000以下）
- 全幅：1990mm（2000以下）
- 室内：1170mm以上（全高2000以下）
- エンジン：ガソリンエンジン若しくはハイブリッド
- 排気量：2500cc
- 燃料：レギュラーガソリンまたはプレミアムガソリン
- その他：ハイブリッド車は方面総監以上に限る。
- 対象となる将官：陸上幕僚長を含む陸将、方面幕僚長・旅団長の職にある陸将補[8]

## 仕様書指定の付属品
- オートエアコン
- ナビシステム（VICS方式）、後部座席にナビ連動のテレビモニター設置
- ETC車載器
- サイドバイザー
- フォグライト
- 電動リアサンシェード

他、調達時に指定されたもの

## その他
- 安全性能として滑りやすい路面の安定性能と衝突防止ブレーキ装置の搭載。
- 区分1の場合、クラウンセダンが事実上納入条件に合わず2008年度納入分以降は対象から除外されているため、一般型セダン車両に随時変更になってきているが、シートは本革製やメーカーオプションだけでなく特注で組み込まれるものもあり、グレードも最上級仕様車が納入条件として組み込まれている。

## 特徴
- 2000年（平成12年）度納入分より調達開始、これまで業務車3号で使用してきたトヨタ・クラウンセダンのグレード整理によりロイヤルサルーンシリーズがセダン型車種から分離[9]した事、予算縮減による業務車3号の納入条件が制限を受けた事により、将官が乗車する車両区分で入札している。
- 将官専用としての指定を受けており、グレードも内局の政務官以上が乗車するものに準じたものとして訓令で指定された仕様になっている
- グレードは2種類存在し、排気量2500ccが将若しくはそれに準じた職の階級にある者用、排気量2000ccを将補用[10]として納入されている。
- オープンカータイプは観閲式、巡閲などで観閲官たる内閣総理大臣が乗車する[11]。なお、オープンカータイプの管理は中央業務支援隊車両科が管理している。
- 2017年度調達分より、区分1にもハイブリッド車が対応可能となり、また全幅も上限として1760mm以下までに拡幅されたためにトヨタ・プリウス（W50型）やトヨタ・カローラセダン（E210型）も今後、納入されることとなる。

## ギャラリー

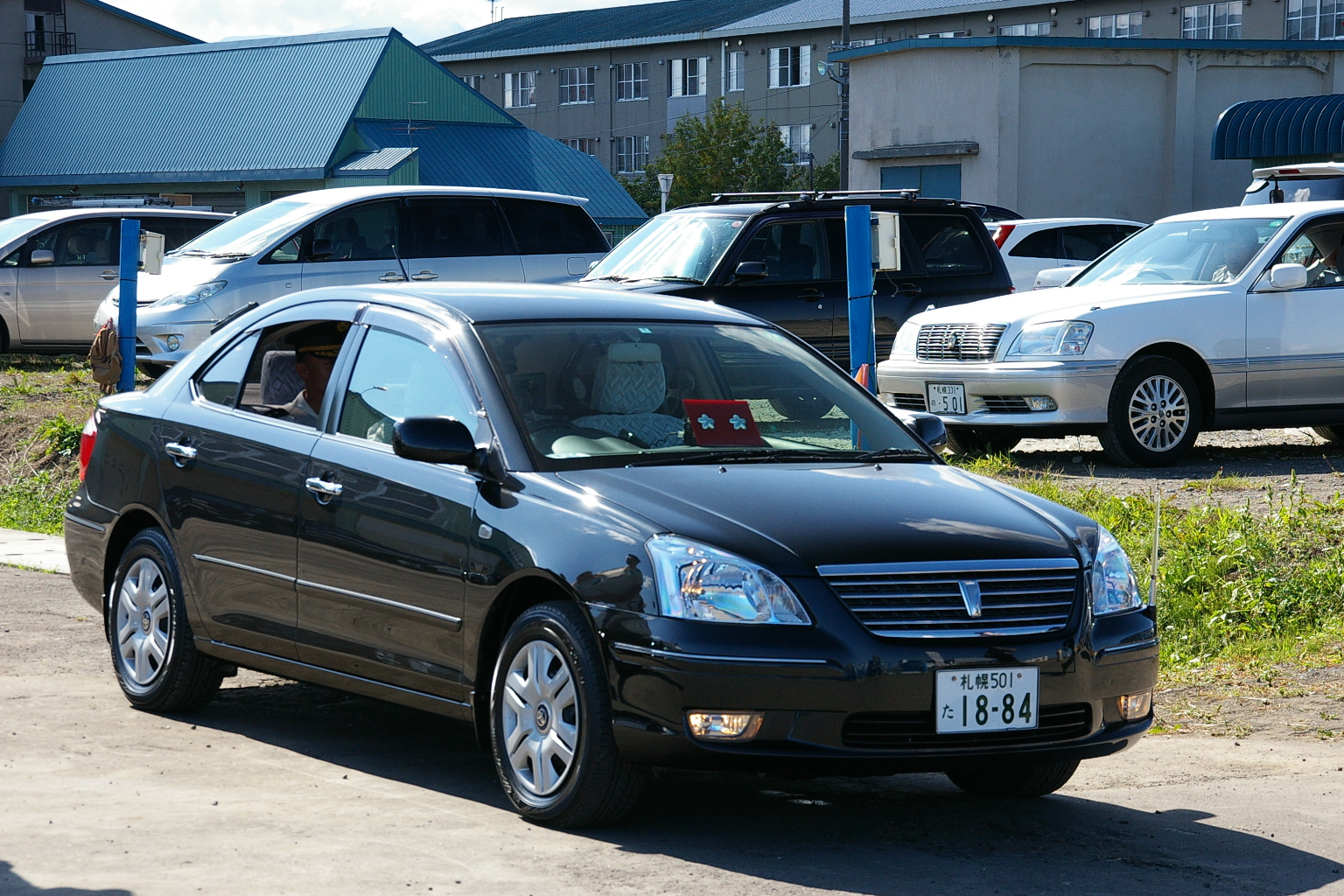
陸将補が乗車している乗用車
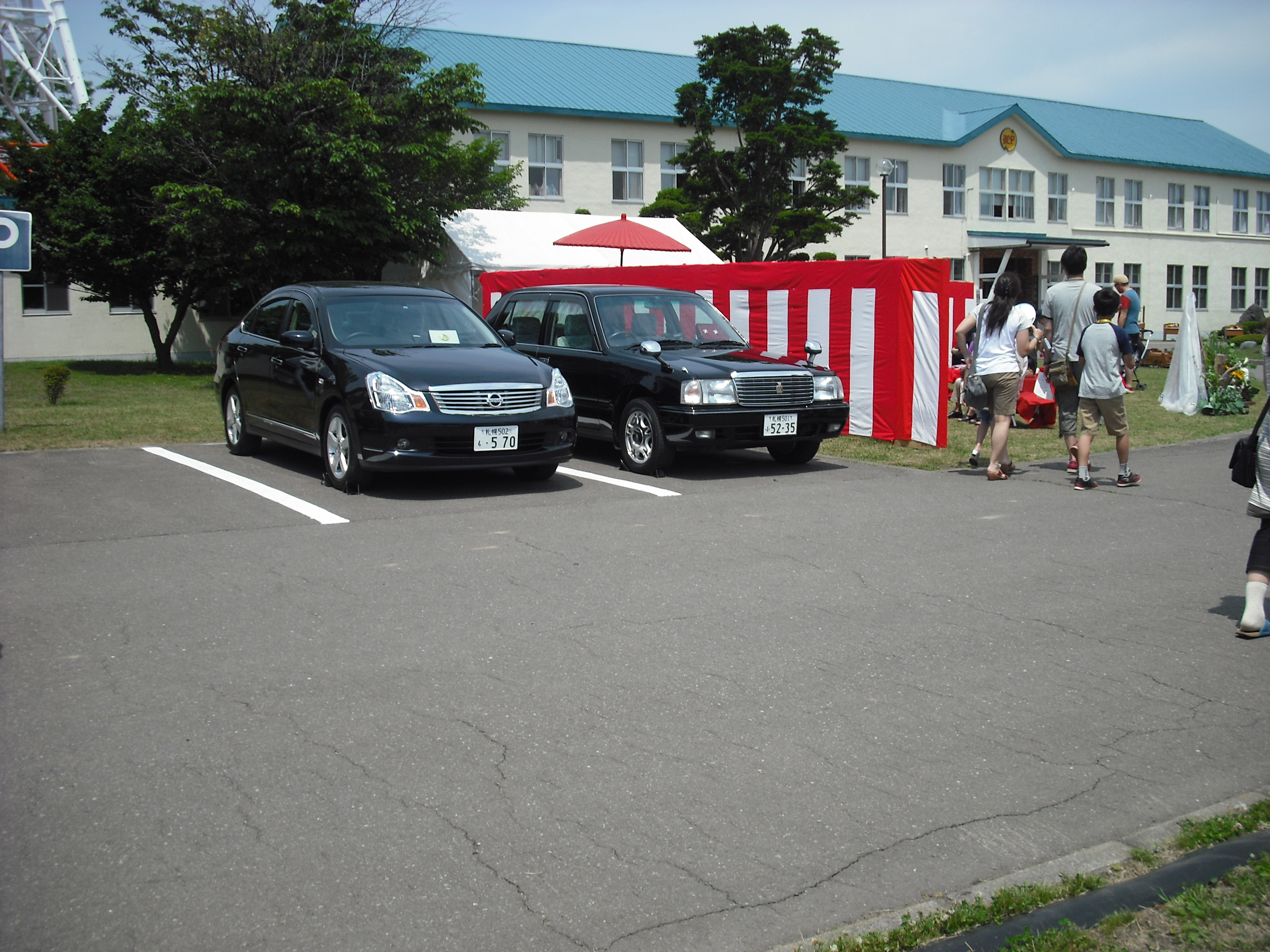
右側の車両が乗用車たるクラウン、右の車両は補給処長が乗車し左の車両は1佐（一）指定職たる副処長乗車の業務車3号
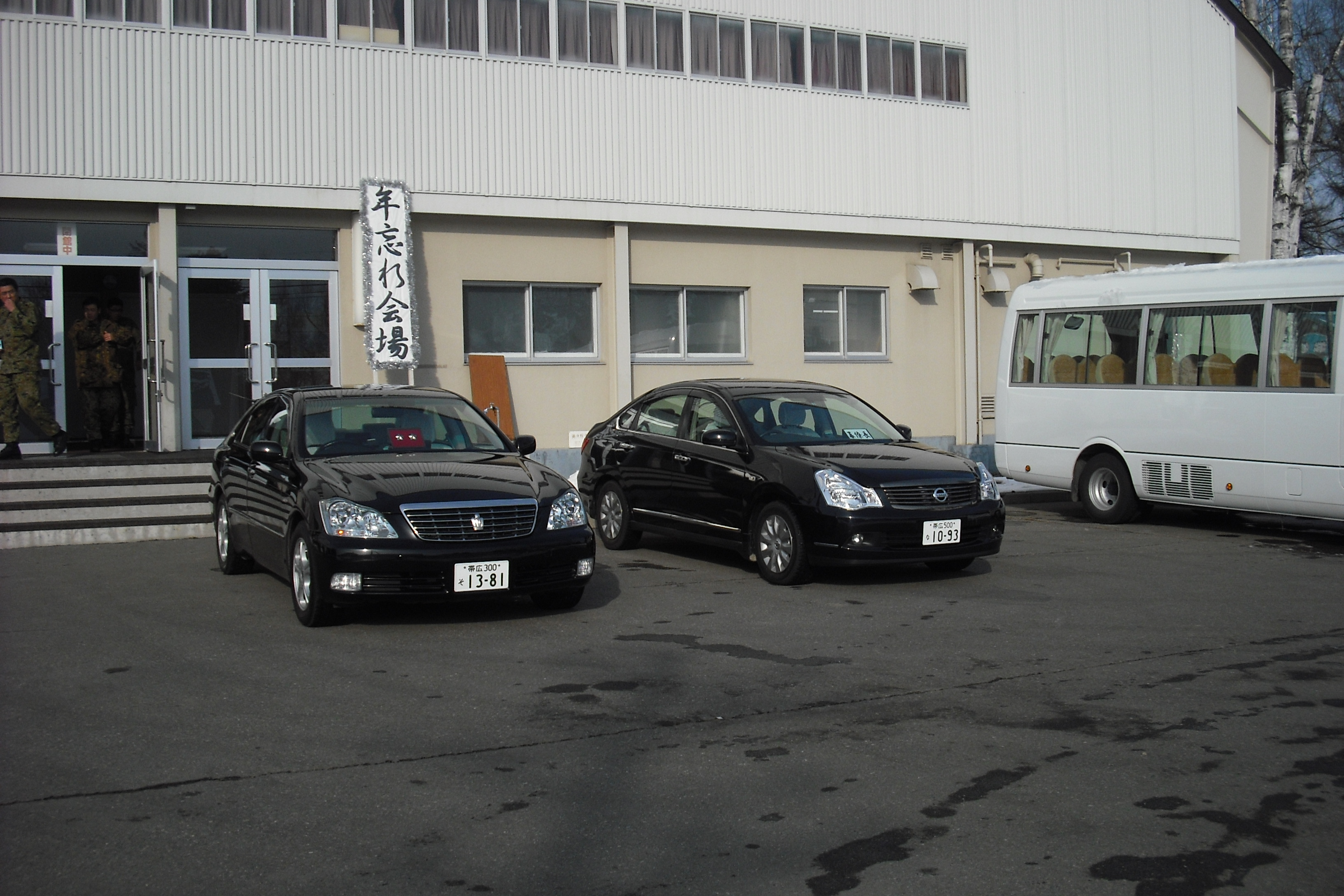
陸将補（一）以上の階級には納入区分上「2」の排気量2500ccの車両が配当される。
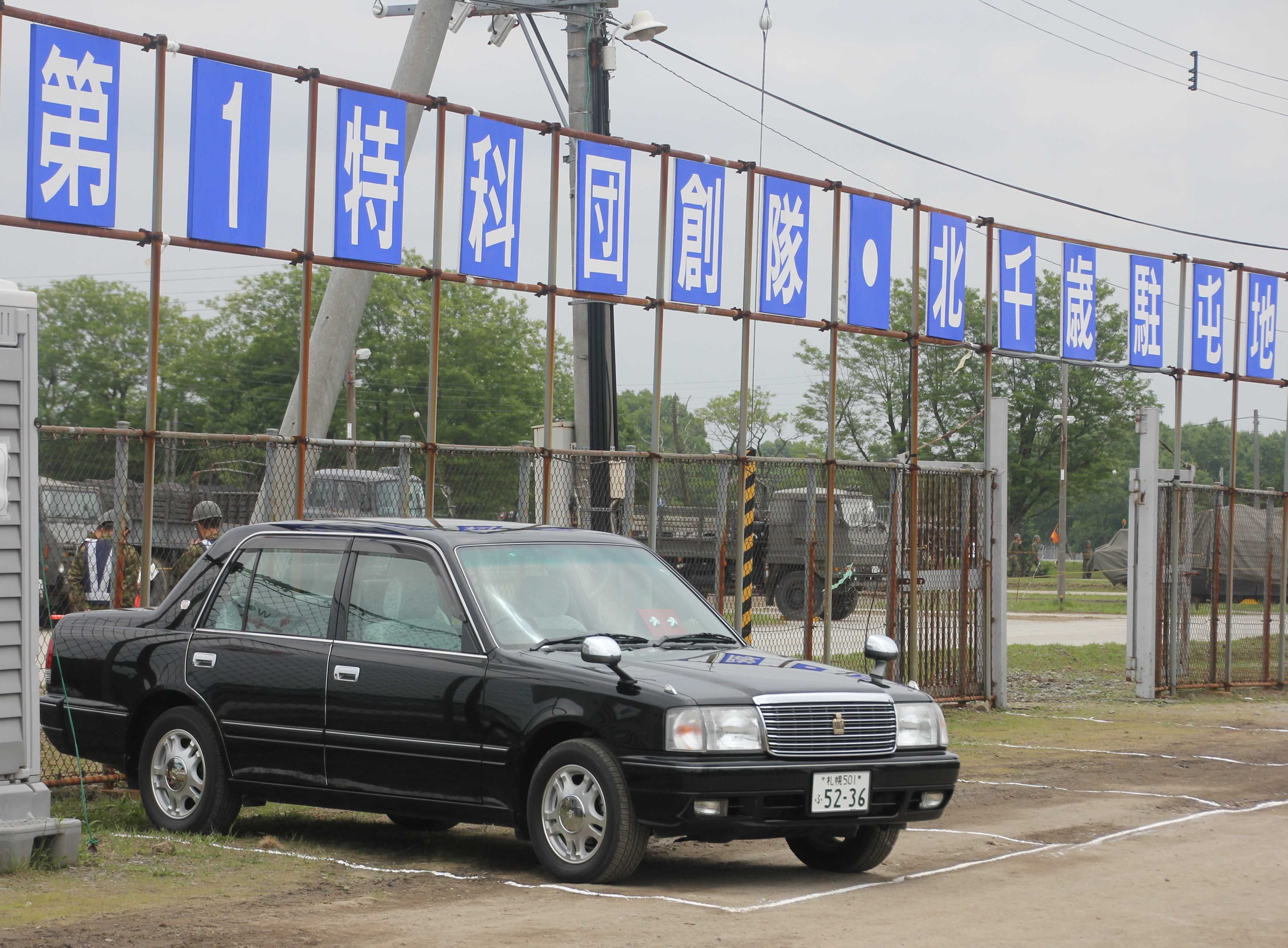
将補の部隊長車として運用中の乗用車（クラウン・セダン）